# جائزة لوريوس الرياضية العالمية لأفضل رياضي من ذوي الاحتياجات الخاصة للعام
جائزة لوريوس الرياضية العالمية لأفضل رياضي من ذوي الاحتياجات الخاصة للعام هي جائزة سنوية لتكرم إنجازات الرياضيين من ذوي الاحتياجات الخاصة في عالم الرياضات البارالمبية. مُنحت لأول مرة في عام 2000 كواحدة من الجوائز السبعة المقدمة خلال حفل توزيع جوائز لوريوس العالمية للرياضة. تُقدم هذه الجوائز من قبل مؤسسة لوريوس للرياضة من أجل الخير وهي منظمة عالمية تشارك في أكثر من 150 مشروعًا خيريًا لدعم 500 ألف شاب. أقيم الحفل الأول في 25 مايو 2000 في مونت كارلو، حيث ألقى نيلسون مانديلا كلمة الافتتاح. تقوم لجنة متخصصة في اختيار المترشحين،  ثم تقوم أكاديمية لوريوس العالمية للرياضة باختيار الفائز الذي يُقدَّم له تمثال لوريوس الذي صممه كارتييه، في حفل جوائز سنوي يقام في أماكن مُختلفة حول العالم. تُعتبر الجوائز ذات مكانة عالية وغالبًا ما يُشار إليها بأنها النظير الرياضي الأوسكار.
أول فائزة بهذه الجائزة كانت متسابقة الكراسي المتحركة الأسترالية لويز سوفاج، التي فازت بثلاث ميداليات في دورة الألعاب البارالمبية في سيدني عام 2000.  في عام 2002، اختيرت إستر فيرجير وهي لاعبة تنس على الكراسي المتحركة هولندية للفوز بالجائزة. وُصفت بأنها "أقوى رياضية في العالم"،  حيث فازت في 470 مباراة على التوالي خلال مسيرتها، وحصلت على 284 لقبًا، بما في ذلك 21 لقبًا فرديًا في البطولات الأربع الكبرى و23 لقبًا زوجيًا في البطولات الأربع الكبرى. وهي واحدة من بين شخصين فازا بجائزة أفضل رياضي من ذوي الاحتياجات الخاصة أكثر من مرة، حيث فازت مرة أخرى في عام 2008؛ كما رُشحت في أعوام 2006 و2007 و2011 و2012. حصل السباح البرازيلي دانييل دياس على أكبر عدد من الانتصارات، حيث حصل على الجائزة ثلاث مرات مع ثلاثة ترشيحات أخرى، في حين رُشح متسابق الدراجات الألماني مايكل تيوبر أكبر عدد من المرات (أربع مرات) دون أن يفوز بها. ألغيت جائزة 2004 للعداء الكندي إيرل كونور وترشيحه لعام 2002 بعد فشله في اختبار المخدرات. كان الرياضيون هم الأكثر حصادا للجوائز حيث حصلوا على 6 انتصارات و 28 ترشيحًا (باستثناء نتائج كونور)، يليهم السباحون بـ 4 انتصارات و 19 ترشيحًا. كانت الفائزة بجائزة لوريوس العالمية للرياضة لعام 2020 لأفضل رياضي من ذوي الاحتياجات الخاصة هي المتزلجة البارالمبية الأمريكية المولودة في أوكرانيا أوكسانا ماسترز. لم تُمنح الجائزة في حفل 2021.

## قائمة الفائزين والمرشحين
| * | تُشير إلى اللاعب الذي ألغيت جائزته أو ترشيحه لاحقًا. |

| السنة | الصورة                     | الفائزون          | الجنسية  | الرياضة                              | المرشحون | المراجع       |
| ----- | -------------------------- | ----------------- | -------- | ------------------------------------ | --- | ------------- |
| 2000  | Louise Sauvage             | لويز سوفاج        | استراليا | سباق الكراسي المتحركة                | بريان فراسور ( USA) – ألعاب القوى البارالمبية · بياتريس هيس ( FRA) – السباحة البارالمبية | [ 19 ] [ 20 ] |
| 2001  | –                          | فيني لاورز        | أستراليا | الإبحار                              | شيا كوارت ( USA) – ألعاب القوى البارالمبية · ديفيد هوا ( AUS) – تنس الكراسي المتحركة · بياتريس هيس ( FRA) – السباحة · لي بيرسون (فارس سباق) ( GBR) – equestrian | [ 21 ] [ 22 ] |
| 2002  | Esther Vergeer             | إستير فيرجير      | NED      | تنس الكراسي المتحركة                 | هايدي أندرياسن ( FRO) – السباحة · إيرل كونور* ( CAN) – الألعاب الأولمبية · جيرد شونفيلدر ( GER) – alpine skiing · بيت شوارزنباخ ( SUI) – ركوب الدراجات | [ 23 ] [ 24 ] |
| 2003  | Michael Milton             | مايكل ميلتون      | أستراليا | التزلج الألبي لذوي الاحتياجات الخاصة | تانيا كاري ( FIN) – التزلج الريفي البارالمبي · شانتال بيتيكليرك ‏ ( CAN) – ألعاب القوى · بول شولتي ( USA) – كرة السلة على الكراسي المتحركة · مايكل توبر ( GER) – ركوب الدراجات                                                                                         | [ 25 ] [ 26 ] |
| 2004  | –                          | إيرل كونور*       | CAN      | العاب القوى                          | ناتالي دو تويت ‏ ( RSA) – السباحة · فيتاليس لانشيما ( NGR) – ألعاب القوى · روني بيرسون ‏ ( SWE) – التزلج على الجليد · مايكل توبر ( GER) – ركوب الدرجات · نيكولا تيوستين ‏ ( GBR) – الفروسية                                                                              | [ 27 ] [ 28 ] |
| 2005  | Chantal Petitclerc         | شانتال بيتيتكلير  | CAN      | سباق الكراسي المتحركة                | شيري بلاويت ‏ ( USA) – سباق الكراسي المتحركة · جوناس جاكوبسون ( SWE) – قَنص · لي بيرسون (فارس سباق) ( GBR) – الفروسية · كلودوالدو سيلفا ‏ ( BRA) – السباحة · كلودوالدو سيلفا ( KEN) – ألعاب القوى                                                                        | [ 29 ] [ 30 ] |
| 2006  | Ernst van Dyk              | ارنست فان دايك    | RSA      | سباق الكراسي المتحركة                | كيرستن برون ‏ ( GER) – السباحة · زوزسانا كراجنياك ( HUN) مبارزة الكراسي المتحكرة– · ليو بيكا تاهيتي ( FIN) – سباق الكراسي المتحركة · إستر بيرجير ( NED) – تنس الكراسي المتحركة · هنري وانيويك ‏ ( KEN) – ألعاب القوى                                                    | [ 31 ] [ 32 ] |
| 2007  | Martin Braxenthaler        | مارتن براكسينثالر | GER      | التزلج الألبي لذوي الاحتياجات الخاصة | كورت فيرنلي ‏ ( AUS) – سباق الكراسي المتحركة · إديث وولف ( SUI) – ألعاب القوى · خافيير أوكسوا ( ESP) – ركوب الدراجات · كازم رجبي ( IRN) – رفع الأثقال · إستر بيرجير ( NED) – تنس الكراسي المتحركة                                                                      | [ 33 ] [ 34 ] |
| 2008  | Esther Vergeer             | إستير فيرجير      | NED      | تنس الكراسي المتحركة                 | دانيال دياز ( BRA) – السباحة · دارين كيني ( GBR) – ركوب الدراجات · سارة ستوري ( GBR) – ركوب الدراجات/السباحة · مايكل توبر ( GER) – ركوب الدراجات | [ 24 ] [ 35 ] |
| 2009  | Daniel Dias                | دانييل دياس       | BRA      | السباحة                              | أبريل هولمز ( USA) – ألعاب القوى · جوناس جاكوبسون ( SWE) –قنص · دارين كيني ( GBR) – ركوب الدراجات · تشانغ ليكسين ‏ ( CHN) – ألعاب القوى · تريزا بيراليس ( ESP) – السباحة ·                                                                                             | [ 36 ] [ 37 ] |
| 2010  | Natalie du Toit            | ناتالي دو تويت    | RSA      | السباحة                              | جاستن إيفيسون ‏ ( AUS) – كرة السلة على الكراسي المتحركة/السباحة · كورت فيرنلي ‏ ( AUS) – سباق الكراسي المتحركة · غيزيم غيريشمن ( TUR) – الرماية · شينغو كونيدا ( JPN) – تنس الكراسي المتحركة · مايكل توبر ( GER) – cycling ·                                            | [ 32 ] [ 38 ] |
| 2011  | Verena Bentele             | فيرينا بينتيلي    | GER      | البياثلون / التزلج الريفي البارالمبي | ماثيو كودري( AUS) – السباحة · دانيال دياز ( BRA) – السباحة · جاكوب كراكو ‏ ( SVK) – التزلج على الجليد · إستر بيرجير ( NED) – تنس الكراسي المتحركة · لورين وولستنكروفت ‏ ( CAN) – التزلج على الجليد ·                                                                    | [ 39 ] [ 40 ] |
| 2012  | Oscar Pistorius            | اسكار بيستوريوس   | RSA      | ألعاب القوى                          | دانيال دياز ( BRA) – السباحة · تيريزينها جيلهيرمينا ‏ ( BRA) – ألعاب القوى · إستر بيرجير ( NED) – تنس الكراسي المتحركة · ديفيد وير ( GBR) – سباق الكراسي المتحركة · إيريك زاريبوف ‏ ( RUS) – البياثلون / التزلج الريفي البارالمبي                                       | [ 32 ] [ 41 ] |
| 2013  | Daniel Dias                | دانييل دياس       | BRA      | السباحة                              | باتريك أندرسون ( CAN) – كرة السلة على الكراسي المتحركة · يوهانا بنسون ( NAM) – العاب القوى · آلان أوليفيرا ( BRA) – العاب القوى · ديفيد وير ( GBR) – سباق الكراسي المتحركة · أليكس زاناردي ‏ ( ITA) – ركوب الدراجات                                                    | [ 37 ] [ 42 ] |
| 2014  | Marie Bochet               | ماري بوشي         | FRA      | التزلج الألبي لذوي الاحتياجات الخاصة | مارسيل هغ ( SUI) – سباق الكراسي المتحركة · تاتيانا مكفادين ( USA) – سباق الكراسي المتحركة · صوفي باسكو ‏ ( NZL) – السباحة · سارة لويز رانج ‏ ( NOR) – السباحة · أولغا سفيدرسكا ‏ ( UKR) – السباحة                                                                        | [ 43 ] [ 44 ] |
| 2015  | Tatyana McFadden           | تاتيانا ماكفادن   | USA      | ألعاب القوى                          | شيلي غوتييه ( CAN) – سباق دراجات · رومان بيتوشكوف ‏ ( RUS) – التزلج الشمالي · آنا شافلهوبر ( GER) – التزلج على التزلج · سارة ستوري ( GBR) – سباق الدراجات · ليونغ يوك وينغ ‏ ( HKG) – رياضة البوتشيا                                                                    | [ 45 ] [ 46 ] |
| 2016  | Daniel Dias                | دانييل دياس       | BRA      | السباحة                              | ماري بوتشيه ‏ ( FRA) – التزلج على الجليد · ليو كويتشينغ ‏ ( CHN) – ألعاب القوى · أومارا دوراند ‏ ( CUB) – ألعاب القوى · بيتر دو بريز ‏ ( RSA) – ألعاب القوى/سباق الدراجات · ليونغ يوك وينغ ‏ ( HKG) – رياضة البوتشيا                                                       | [ 37 ] [ 47 ] |
| 2017  | Beatrice Vio               | بياتريس فيو       | ITA      | المبارزة عل الكراسي المتحركة         | إيهار بوكي ( BLR) – السباحة · أومارا دوراند ‏ ( CUB) – ألعاب القوى · مارسيل هغ ( SUI) – سباق الكراسي المتحركة · صوفي باسكو ‏ ( NZL) – السباحة · سيامند رحمان ( IRN) – رفع الأثقال                                                                                       | [ 48 ] [ 49 ] |
| 2018  | Marcel Hug in 2014         | مارسيل هوج        | SUI      | سباق الكراسي المتحركة                | يوي كاميجي ( JPN) – تنس الكراسي المتحركة · أوكسانا ماسترز ( USA) – التزلج الريفي البارالمبي · بيبيان منتيل سبي ( NED) – تزلج بلوح الثلج · ( NED) – الترياثلون لذوي الاحتياجات الخاصة/سباق الدراجات · ماركوس ريهم ‏ ( GER) – ألعاب القوى                                | [ 50 ] [ 51 ] |
| 2019  | Henrieta Farkasova in 2013 | هنريتا فاركاسوفا  | SVK      | التزلج الألبي لذوي الاحتياجات الخاصة | براين ماكييفر ‏ ( CAN) - التزلج الريفي البارالمبي · ديدي دي جروت ( NED) – تنس الكراسي المتحركة · غريغوريوس بوليكرونيدس ‏ ( GRE) – رياضة البوتشيا · ماركوس ريهم ‏ ( GER) – ألعاب القوى · أوكسانا ماسترز ( USA) – التزلج الريفي البارالمبي                                 | [ 52 ] [ 53 ] |
| 2020  | Oxana Masters in 2012      | Oksana Masters    | USA      | التزلج الريفي البارالمبي             | أليس تاي ‏ ( GBR) – السباحة · ديدي دي جروت ( NED) – تنس الكراسي المتحركة · جيتز بلات ‏ ( NED) – الترياثلون لذوي الاحتياجات الخاصة · مانويلا شار ‏ ( SUI) – ألعاب القوى · أومارا دوراند ‏ ( CUB) – ألعاب القوى                                                             | [ 17 ] [ 54 ] |
| 2021  | لم تمنح                    | لم تمنح           | لم تمنح  | لم تمنح                              | لم تمنح | لم تمنح       |
| 2022  | -                          | مارسيل هغ         | SUI      | سباق الكراسي المتحركة                | ديدي دي جروت ( NED) – تنس الكراسي المتحركة · جتز بلات ‏ ( NED) – الترياثلون لذوي الاحتياجات الخاصة · سارة ستوري ( GBR) – سباق الدراجات · شينغو كونيدا (تم كشف حلقة قالب: قالب:علم) – تنس الكراسي المتحركة · سوزانا رودريغيز ( ESP) - الترياثلون لذوي الاحتياجات الخاصة | [ 55 ]        |
| 2023  | -                          | كاثرين ديبرونر    | SUI      | سباق الكراسي المتحركة                | كاميرون ليزلي ( NZL) - السباحة · ديكلان فارمر ( USA) - بارا هوكي الجليد · ديدي دي جروت ( NED) – تنس الكراسي المتحركة · يسبر بيدرسن ( NOR) – التزلج على الجليد · أوكسانا ماسترز ( USA) – التزلج الريفي البارالمبي                                                      | [ 56 ]        |

## الإحصائيات
الإحصائيات صحيحة اعتبارًا من حفل عام 2023.
| الدولة | الفائزون | الجنسية |
| ------ | -------- | ------- |
| سويسرا | 3        | 7       |
| BRA    | 3        | 6       |
| AUS    | 3        | 5       |
| RSA    | 3        | 2       |
| NED    | 2        | 12      |
| USA    | 2        | 10      |
| GER    | 2        | 9       |
| CAN    | 1*       | 5*      |
| FRA    | 1        | 3       |
| ITA    | 1        | 1       |
| SVK    | 1        | 1       |
| GBR    | 0        | 11      |
| CUB    | 0        | 3       |
| ESP    | 0        | 3       |
| JPN    | 0        | 3       |
| NZL    | 0        | 3       |
| SWE    | 0        | 3       |
| CHN    | 0        | 2       |
| FIN    | 0        | 2       |
| HKG    | 0        | 2       |
| IRN    | 0        | 2       |
| KEN    | 0        | 2       |
| NOR    | 0        | 2       |
| RUS    | 0        | 2       |
| BLR    | 0        | 1       |
| FRO    | 0        | 1       |
| GRE    | 0        | 1       |
| HUN    | 0        | 1       |
| NAM    | 0        | 1       |
| NGR    | 0        | 1       |
| TUR    | 0        | 1       |
| UKR    | 0        | 1       |

| الرياضة               | الفائزون | الجنسية |
| --------------------- | -------- | ------- |
| ألعاب القوى           | 8*       | 30*     |
| السباحة               | 4        | 20      |
| التزلج على الجليد     | 3        | 8       |
| تنس الكراسي المتحركة  | 2        | 12      |
| التزلج                | 2        | 6       |
| رياضة البياثلون       | 1        | 1       |
| سياج الكراسي المتحركة | 1        | 1       |
| الإبحار               | 1        | 0       |
| ركوب الدراجات         | 0        | 14      |
| الترياتلون            | 0        | 4       |
| الفروسية              | 0        | 3       |
| كرة السلة             | 0        | 3       |
| البوتشيا              | 0        | 2       |
| رفع الأثقال           | 0        | 2       |
| قنص                   | 0        | 2       |
| الرماية               | 0        | 1       |
| البوتشيا              | 0        | 1       |
| تزلج بلدان الشمال     | 0        | 1       |
| التزلج على الجليد     | 0        | 1       |
| رياضة هوكي الجليد     | 0        | 1       |

| الاسم            | الفائز | الجنسية |
| ---------------- | ------ | ------- |
| دانييل دياس      | 3      | 3       |
| إستير فيرجير     | 2      | 4       |
| مارسيل هوغ       | 2      | 3       |
| أوكسانا ماسترز   | 1      | 4       |
| ماري بوشيه       | 1      | 1       |
| ناتالي دو تويت   | 1      | 1       |
| تاتيانا ماكفادن  | 1      | 1       |
| شانتال بيتيتكلير | 1      | 1       |
| ديدي دي جروت     | 0      | 4       |
| مايكل تيوبر      | 0      | 4       |
| عمرا دوراند      | 0      | 3       |
| جيتزي بلات       | 0      | 3       |
| سارة ستوري       | 0      | 3       |
| كورت فيرنلي      | 0      | 2       |
| بياتريس هيس      | 0      | 2       |
| جوناس جاكوبسون   | 0      | 2       |
| دارين كيني       | 0      | 2       |
| صوفي باسكوي      | 0      | 2       |
| لي بيرسون        | 0      | 2       |
| ماركوس ريهم      | 0      | 2       |
| هنري وانيوكي     | 0      | 2       |
| ديفيد وير        | 0      | 2       |
| ليونج يوك        | 0      | 2       |
| شينغو كونييدا    | 0      | 2       |